# Ladysmith Black Mambazo
I Ladysmith Black Mambazo sono un gruppo corale sudafricano che compone e interpreta soprattutto musica tradizionale africana dei generi isicathamiya e mbube. Sono uno dei gruppi musicali più prolifici del Sudafrica, e hanno conquistato diversi dischi d'oro e di platino. Sono noti a livello internazionale soprattutto grazie alla collaborazione con artisti stranieri, e in particolare per aver cantato sul celebre album Graceland di Paul Simon.

## Storia

### Origini
Il gruppo nacque nel 1960 per iniziativa di Joseph Shabalala, che decise di costituirlo insieme a un gruppo di parenti (soprattutto fratelli e cugini) che cantavano con lui fin dall'infanzia. Inizialmente si chiamarono Ezimnyama Ngenkani ("i neri"), e presero a esibirsi in manifestazioni locali, matrimoni e altre ricorrenze, cantando melodie mbube e isicathamiya (un genere tradizionale zulu).
Nel 1964, Shabalala insegnò ai suoi compagni una serie di nuove melodie, sostenendo di averle ascoltate in un sogno ricorrente che si era protratto per oltre sei mesi. Per enfatizzare la svolta nella storia del gruppo, Shabalala scelse anche il nuovo nome "Ladysmith Black Mambazo". Ladysmith era il nome della cittadina del KwaZulu-Natal in cui Shabalala e i suoi compagni erano nati e cresciuti; "black" stava per black ox, un tipo di bue che veniva considerato il più possente fra gli animali da fattoria; e mambazo era una parola africana per "accetta", con riferimento al fatto che il gruppo di Shabalala era destinato a "tagliare" (chop down, nel senso di "stravincere") le competizioni canore.
Poco tempo dopo i Ladysmith Black Mambazo entrarono nel circuito delle gare canore isicathamiya, che si tenevano a Durban e Johannesburg. La formazione comprendeva, oltre a Shabalala (che era cantante solista), Milton Mazibuko, Albert Mazibuko, Enoch Shabalala, Headman Shabalala, Walter Malinga e Funokwakhe Mazibuko. La previsione di Shabalala riguardo al "tagliare" le competizioni si dimostrò vera: i Ladysmith vinsero tutte le gare a cui parteciparono, finché nel 1973 gli organizzatori delle gare decisero che erano semplicemente "troppo bravi" per concorrere con gli altri gruppi.
Nel frattempo, a partire dal 1967, il gruppo aveva cominciato a incidere, prima per Radio Zulu e poi per la Gallo Record Company di West Nkosi. Nel 1973 incisero per la Gallo il loro primo album, Amabutho. Grazie all'enorme successo dell'album, i Ladysmith Black Mambazo furono i primi musicisti africani a ottenere il disco d'oro.
Nel 1975 Shabalala si convertì al Cristianesimo, e il gruppo incise il primo album di ispirazione religiosa, Ukukhanya Kwelanga, che conquistò ben due dischi di platino. Negli anni successivi, l'inno sacro (metodista) divenne la forma musicale predominante nelle incisioni del gruppo. L'album del 1976, Ukusindiswa, divenne uno degli album religiosi più popolari del Sudafrica, e fu conosciuto anche all'estero, in particolare in Germania, dove nei primi anni ottanta i Ladysmith Black Mambazo fecero diverse apparizioni su televisioni nazionali. Il brano in tedesco Wir Grüssen Euch Alle, sull'album Phansi Emgodini (1981), fu registrato in questo periodo.

### Successo internazionale
Nel 1985, Paul Simon si recò in Sudafrica alla ricerca di collaboratori per il suo prossimo album, Graceland. I Ladysmith Black Mambazoo risposero all'appello, e si recarono a Londra per incidere. Dalla collaborazione con Simon nacque il brano Homeless di Shabalala, e l'arrangiamento di voci per Graceland. In quell'occasione, Simon e Shabalala furono accusati di aver violato l'embargo culturale che i paesi occidentali stavano attuando contro il Sudafrica come pressione per l'abolizione dell'apartheid.
Graceland fu un grandissimo successo internazionale: oltre a vendere 16 milioni di copie in tutto il mondo, l'album ebbe una vastissima eco nel mondo della musica leggera, contribuendo ad alimentare l'interesse del music business occidentale per la musica africana (fenomeno che sarebbe sfociato nella nascita della cosiddetta world music). Sulla scia dei Ladysmith Black Mambazo, altri artisti africani come Stimela e Mahlathini and the Mahotella Queens iniziarono a essere conosciuti all'estero. Lo stesso Simon produsse i tre successivi album di Ladysmith Black Mambazo (Shaka Zulu del 1987, Journey of Dreams del 1988 e Two Worlds, One Heart del 1990) lanciandoli sul mercato statunitense. Sull'onda di questa crescente popolarità, i Ladysmith Black Mambazo apparvero nel film Moonwalker di Michael Jackson, cantando The Moon Is Walking durante i titoli di coda.
Il 10 dicembre 1991, durante la tormentata transizione del Sudafrica verso l'abolizione dell'apartheid, il bassista Headman Shabalala (fratello di Joseph), fu ucciso a colpi d'arma da fuoco da una guardia giurata di nome Sean Nicholas. Paul Simon portò Nicholas in tribunale, sostenendo che l'omicidio era stato volontario e motivato dall'odio razziale. L'evento scosse tutti i membri del gruppo, diversi dei quali si ritirarono dalle scene. Lo stesso Joseph abbandonò per qualche tempo, rifondando il gruppo nel 1993. A sostituire coloro che avevano lasciato il gruppo, Shabalala chiamò quattro dei propri figli.
Il regime dell'apartheid fu definitivamente abolito nel 1992. Il primo album dei Ladysmith Black Mambazo dopo la morte di Headman, Liph' Iqiniso, fu una celebrazione della fine del segregazionismo. Nelson Mandela dimostrò una grande ammirazione per il gruppo di Shabalala, definendoli "gli ambasciatori culturali del Sudafrica" e facendosi accompagnare dai Ladysmith Black Mambazo alla cerimonia di assegnazione del Premio Nobel per la pace nel 1993 a Oslo. Nel 1994 i Ladysmith Black Mambazo furono chiamati a cantare anche in occasione della cerimonia con cui Mandela fu nominato presidente. Negli anni successivi, il gruppo collaborò con innumerevoli artisti di fama internazionale (tra gli altri, Stevie Wonder, Dolly Parton, B*Witched, The Corrs e Ben Harper) e si esibì di fronte a personalità come Giovanni Paolo II e la famiglia reale britannica. La raccolta The Best of Ladysmith Black Mambazo: The Star and the Wiseman vendette oltre un milione di copie nel solo Regno Unito, e guadagnò al gruppo ben tre dischi di platino.

### Gli anni 2000
Dopo la pubblicazione di Lihl'Ixhiba Likagogo (2000), il gruppo iniziò a lavorare al successivo Wenyukela. Durante le registrazioni, Nellie Shabalala, moglie di Joseph, fu assassinata in un parcheggio da un uomo col volto coperto.. Questa nuova tragedia rallentò i lavori, ma Wenyukela giunse infine alla pubblicazione nel 2003. L'album contiene numerosi brani caratterizzati dall'impegno politico e civile, come Fak' Ibhande ("non guidate ubriachi"), Wenyukela (che parla dei disordini che si erano verificati nel paese durante le elezioni del 1994) e Selingelethu Sonke, a favore della diffusione del commercio equo e solidale in Africa. L'album ebbe un buon successo in Sudafrica e fu pubblicato anche nel Regno Unito e negli Stati Uniti. Nel successivo No Boundaries (2005) i Ladysmith Black Mambazo coniugarono la tradizione zulu con quella della musica classica occidentale, cantando brani come Ave Verum Corpus accompagnati dalla English Chamber Orchestra; anche questo lavoro vendette molto bene. Nel 2006 fu pubblicato Long Walk to Freedom, un cofanetto celebrativo dei 45 anni di carriera del gruppo e dei 20 anni dalla pubblicazione di Graceland.
L'ultimo album del gruppo, Ilembe, è stato pubblicato il 26 febbraio 2007 in Sudafrica e il 2 aprile 2007 sul mercato internazionale.

## La Fondazione Ladysmith Black Mambazo
Nel gennaio del 1999, Joseph Shabalala ha creato la Ladysmith Black Mambazo Foundation, un'organizzazione che si occupa di tramandare ai giovani zulu sudafricani la cultura tradizionale del loro popolo, e in particolare la musica isicathamiya.

## Discografia parziale
| Titolo                                                 | Etichetta e codice                                  | Anno |
| Unkanka Odla Amacembe                                  | S.A.B.C. (LT 14319, 14320, 14351, 14352)            | 1966 |
| Amabutho                                               | Gallo (Motella BL 14)                               | 1973 |
| Imbongi                                                | Gallo (Motella BL 18)                               | 1973 |
| Ufakazi Yibheshu                                       | Gallo (Mavuthela BL 22)                             | 1973 |
| Umama Lo!                                              | Gallo (Mavuthela BL 23)                             | 1974 |
| Isitimela                                              | Gallo (Motella BL 27)                               | 1974 |
| Ukukhanya Kwelanga                                     | Gallo (Motella BL 35)                               | 1975 |
| Amaqhawe                                               | Gallo (Motella BL 81)                               | 1976 |
| Ukusindiswa                                            | Gallo (Motella BL 86)                               | 1977 |
| Shintsha Sithothobala                                  | Gallo (Motella BL 91)                               | 1977 |
| Phezulu Emafini                                        | Gallo (Motella BL 92)                               | 1977 |
| Ushaka                                                 | Gallo (Ezomdabu BL 129)                             | 1978 |
| Indlela yaseZulwini                                    | Gallo (Ezomdabu BL 153)                             | 1978 |
| Ezinkulu                                               | Gallo (Ezomdabu BL 186)                             | 1979 |
| Intokozo                                               | Gallo (Ezomdabu BL 205)                             | 1980 |
| Nqonqotha Mfana                                        | Gallo (Ezomdabu BL 253)                             | 1980 |
| Ulwandle Olungcwele                                    | Gallo (Ezomdabu BL 300)                             | 1981 |
| Phansi Emgodini                                        | Gallo (Ezomdabu BL 321)                             | 1981 |
| Umthombo Wamanzi                                       | Gallo (Ezomdabu BL 353)                             | 1982 |
| Induku Zethu                                           | Gallo (Ezomdabu BL 393)                             | 1983 |
| Ibhayibheli Liyindlela                                 | Gallo (Ezomdabu BL 472)                             | 1984 |
| Inkazimulo                                             | Gallo (Ezomdabu BL 504)                             | 1985 |
| Inala                                                  | Gallo (Ezomdabu BL 531)                             | 1985 |
| Ezulwini Siyakhona                                     | Gallo (Ezomdabu BL 548)                             | 1986 |
| Kuyakhanya Madoda                                      | Gallo (Ezomdabu-Gallo XWI123a)                      | 1986 |
| Mabahambe Abathakathi                                  | Gallo (Ezomdabu-Gallo XWI123b)                      | 1986 |
| Shaka Zulu                                             | Warner Bros. (1-25582)                              | 1987 |
| Thandani                                               | Gallo (Ezomdabu BL 613)                             | 1987 |
| Zibuyinhlazane                                         | Gallo (Ezomdabu HUL40131)                           | 1988 |
| Journey Of Dreams                                      | Warner Bros. (1-25753)                              | 1988 |
| Isigqi Zendoda                                         | Gallo (HUL40203/CDGMP40203)                         | 1990 |
| Two Worlds, One Heart                                  | Warner Bros. (1-26125)                              | 1990 |
| Zulu Traditional                                       | JVC World Sounds (JVC VICG-5230)                    | 1990 |
| Favourites                                             | Gallo (HUL40300/CDGMP40300)                         | 1992 |
| Classic Tracks                                         | Shanachie (SH 43074)                                | 1992 |
| The Best of Ladysmith Black Mambazo (Vol. 1)           | Shanachie (SH 43098)                                | 1992 |
| Liph' Iqiniso                                          | Gallo (CDGMP40392)                                  | 1993 |
| Gift of the Tortoise                                   | Gallo (CDGMP40451)                                  | 1994 |
| Zulu Hits Vol. 1                                       | Gallo (CDGMP40616)                                  | 1995 |
| Gospel Hits Vol. 2                                     | Gallo (CDGMP40617)                                  | 1995 |
| Shosholoza                                             | Gallo (CDSING 8 I)                                  | 1995 |
| Thuthukani Ngoxolo                                     | Gallo (CDGMP40641)                                  | 1996 |
| Ukuzala-Ukuzelula                                      | Gallo (CDGMP40691)                                  | 1995 |
| Heavenly                                               | Gallo (CDGMP40697)                                  | 1997 |
| Very Best Of - Spirit Of South Africa                  | Nascente (NSCD 021)                                 | 1998 |
| Best Of - The Star and the Wiseman                     | UMTV (568 988 2)                                    | 1998 |
| Best Of - The Star and the Wiseman                     | Gallo (CDESP020)                                    | 1998 |
| Gospel Songs                                           | Wrasse (WRASS005)                                   | 2000 |
| In Harmony                                             | Wrasse/UMTV (153739-2)                              | 1999 |
| Live at the Royal Albert Hall                          | Shanachie (SH 66023)                                | 1999 |
| In Harmony - Live at the Royal Albert Hall             | Wrasse/UMTV (WRASV001)                              | 1999 |
| Lihl'Ixhiba Likagogo                                   | Gallo (CDGMP 40830)                                 | 2000 |
| Thandani/Umthombo Wamanzi                              | Gallo (CDGSP3007)                                   | 2001 |
| The Ultimate Collection                                | Wrasse/UMTV (556 682 2)                             | 2001 |
| Congratulations South Africa - The Ultimate Collection | Wrasse/UMTV (WRASS037)                              | 2001 |
| Friends In Concert                                     | Gallo (GWVCD 042)                                   | 2002 |
| Ukusindiswa/Umthombo Wamanzi                           | Gallo (CDGSP3012)                                   | 2002 |
| Chillout Sessions                                      | Wrasse (WRASS067)                                   | 2002 |
| Wenyukela                                              | Gallo (CDGMP 40892)                                 | 2003 |
| Raise Your Spirit Higher                               | Wrasse (WRASS100)                                   | 2003 |
| The Very Best of - Rain, Rain Beautiful Rain           | Wrasse (WRASS132)                                   | 2004 |
| No Boundaries                                          | Heads Up International/Gallo (GWVCD 060)            | 2004 |
| Live at Montreux                                       | Eagle Records/Red (EE 39023 2)                      | 2005 |
| Long Walk to Freedom                                   | Heads Up International/Gallo (HUCD 3109, HUSA 9109) | 2006 |
| The Best of - Essential Tribute                        | Budget (ABLCD121)                                   | 2006 |
| The Hits (CD/DVD)                                      | Gallo (GMVCOM1000)                                  | 2006 |
| Ilembe - Our Tribute to Shaka                          | Warner Jazz                                         | 2007 |